# Christophe Maé
Pour les articles homonymes, voir Maé.
Christophe Martichon, dit Christophe Maé, est un auteur-compositeur-interprète français né le 16 octobre 1975 à Carpentras (Vaucluse). Il devient célèbre avec son titre On s'attache.

## Biographie

### Enfance
Christophe Martichon naît à Carpentras dans le Vaucluse le 16 octobre 1975. Passionné de tennis et de ski, il doit abandonner le sport à la suite d'une polyarthrite chronique, qui l'immobilise à l'âge de 16 ans,. C'est alors qu'il découvre la musique de Stevie Wonder, qui lui donne envie d'apprendre l'harmonica,. Il découvre également celle de Bob Marley, auquel il adressera plus tard une chanson : Mon père spirituel. C'est à cette époque qu'il apprend à jouer de la guitare.
À l'origine de sa vie professionnelle, Christophe Maé est pâtissier, il a été reçu au diplôme de CAP pâtisserie et fait ses premiers pas dans la vie active dans la boulangerie de ses parents à Carpentras avant d'abandonner cette carrière familiale.

Il se produit dans des bars de stations balnéaires et de sports d'hiver jusqu'à l'âge de 30 ans et participe à divers galas[réf. nécessaire], dans un style reggae, soul et blues[réf. souhaitée]. À 22 ans, il participe à l'émission Graines de star en interprétant la chanson de Jamiroquai, Virtual Insanity. Il fait également la première partie de Cher, Seal ou encore Jonatan Cerrada. En 2003, il interprète la chanson Back to Bornsville dans le film Mais qui a tué Pamela Rose ? de Kad et Olivier.

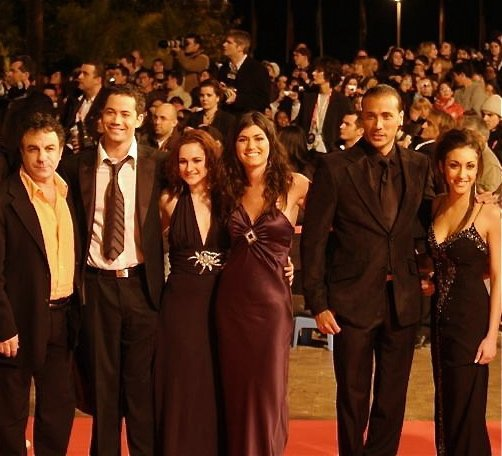
La troupe de la comédie musicale Le Roi Soleil (NRJ Music Awards 2006)

### Comédie musicaleLe Roi Soleil
Repéré par Olivier Schultheis qui le présentera à Dove Attia, ce dernier lui propose en 2005 de se présenter au casting de la comédie musicale Le Roi Soleil, où il sera engagé pour jouer le frère du roi (interprété par Emmanuel Moire). Grâce au succès de la comédie musicale, il fait plusieurs rencontres dont Zazie qui lui écrit une chanson pour un futur album solo. Mais le succès de la tournée du Roi Soleil (qui lui vaudra d'ailleurs le NRJ Music Award de la Révélation de l'année 2006) l'empêche de mener à bien ses projets personnels.

### Mon paradis
Son premier album, Mon paradis , sort le 19 mars 2007. Porté par le succès des singles On s'attache, Parce qu'on sait jamais, Ça fait mal ou encore Belle demoiselle, l'album devient disque de diamant avec 1 600 000 ventes. D'après Le Figaro, ses gains sont estimés à 1 750 000 € en 2007.
Il commence cette année-là sa première tournée en solo. Commencée dans des petites salles de France, la tournée affiche très vite complet, et est suivie immédiatement d'une seconde en 2008, dans les Zéniths.
Il intègre alors la troupe des Enfoirés en 2008 sauf en 2015, 2019, 2022 et 2024, et remporte les NRJ Music Awards de l'Artiste masculin et de la Chanson de l'année pour On s'attache, ainsi que la Victoire de la musique de la Révélation du public. Le 22 juin, il se joint à l'appel de 52 artistes contre le téléchargement sur internet.
Parrain de la saison 8 de Star Academy avec Rihanna, il publie en septembre 2008 un album live acoustique, Comme à la maison, qui se vend à plus de 500 000 exemplaires. Le DVD Comme à la maison, enregistré sur une plage corse, sort le 3 novembre 2008. Après avoir écrit un titre pour Johnny Hallyday, Étreintes fatales, il assure en 2009 la première partie de la tournée Tour 66 du chanteur. Il remporte à nouveau, début 2009, le prix de l'Artiste masculin et de la Chanson de l'année (pour Belle demoiselle) aux NRJ Music Awards. D'après Le Figaro, il a gagné 2,1 millions d'euros en 2008.
Il devient parrain de l'association Un sourire, un espoir pour la vie, de Pascal Olmeta.

### On trace la route
Après avoir chanté Pas de différence avec Bisso Na Bisso, il publie l'album On trace la route le 22 mars 2010, annoncé par le single Dingue Dingue Dingue, dévoilé le 27 novembre 2009. Suivront ensuite les singles J'ai laissé, Je me lâche, Pourquoi c'est beau et La Rumeur. Une nouvelle tournée débute au mois de juin 2010, avec notamment cinq concerts complets au Zénith de Paris, deux à Bercy et deux à l'Olympia. En 2011, la tournée se poursuivra en Suisse, en Allemagne et à La Réunion.
Le 8 novembre, une nouvelle édition de On trace la route (certifié disque de diamant pour 750 000 ventes) sort, date à laquelle Line Renaud publie également un album où figure la chanson Dans ma tête, écrite par le chanteur.
Le 23 janvier 2011, il est décoré de l’insigne de chevalier de l’ordre des Arts et des Lettres par Frédéric Mitterrand, ministre de la Culture et de la Communication. Il est le chanteur francophone qui a gagné le plus d'argent pour l'année 2010 avec 4,7 millions d'euros.
Le 26 septembre 2011, sort On trace la route - Live, qui se classe 1er des charts la semaine de sa sortie, suivi d'un DVD le 14 novembre, annoncés par le single Un peu de blues.

### Je veux du bonheur

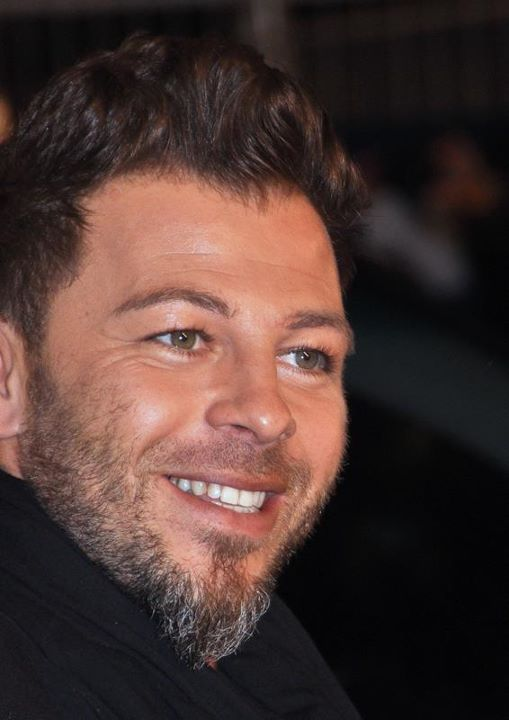
Christophe Maé aux NRJ Music Awards 2012.

Le 22 mars 2013, est dévoilé le titre Tombé sous le charme, premier extrait de l'album Je veux du bonheur paru le 10 juin 2013. Influencé par La Nouvelle-Orléans,, l'album s'écoule à 103 000 exemplaires en une semaine, se plaçant en tête des ventes d'albums. Il est certifié triple disque de platine au bout de cinq semaines, date à laquelle paraît le second single Je veux du bonheur. Suivent ensuite les titres La Poupée, Ma douleur, ma peine et Charly. Il est le huitième chanteur le mieux payé de France en 2013 avec 2,2 millions d'euros.
Après une série de seize concerts au Palais des sports de Paris en octobre 2013, il entame une nouvelle tournée en 2014. La même année, pour la fondation Abbé-Pierre, il interprète à l'harmonica le titre Le Chemin de Pierre, aux côtés de Nolwenn Leroy, Jeanne Cherhal, Rose, Thomas Dutronc, Tété, Zaz, entre autres.

### L'Attrape-rêves
Un nouvel album, L'Attrape-rêves, paraît le 13 mai 2016, porté par le single Il est où le bonheur. Suivront ensuite les titres La Parisienne et L'Attrape-rêves. Une tournée débute en novembre 2016 dans quelques petites salles puis continue, en mars 2017, dans les Zéniths.
En 2018, il entame une tournée aux États-Unis et au Canada.
Le 10 mars 2018, il se fait connaitre au Québec, grâce à sa première apparition publique dans l'émission de télévision En direct de l'univers, au cours de laquelle il interprète Il est où le bonheur. Sa prestation est partagée et fait des millions de vues sur Facebook. Il déclare alors « J’étais loin de m’attendre à ça. J’ai l’impression de revivre les premières années de ma carrière en France ». En entrevue à l'émission Sucré Salé, il raconte son premier passage au Québec et sa présence à la finale de l'édition 2018 de La Voix.
Cette même année, les 27 et 28 juillet, il participe au festival des Fous chantant à Alès, où avec la participation de 800 choristes, il rend hommage à Johnny Hallyday en reprenant quatre de ses chansons,.

### La Vie d'artisteet sa réédition
Christophe Maé dévoile le 25 octobre 2019 son cinquième album après trois ans de pause médiatique et musicale : La Vie d'artiste. Porté par le single Les Gens, ce cinquième opus marque le partage de la vie privée de l'artiste avec ses fans.
Cet album écrit entre la Corse, île de cœur de l'artiste, et le Canada avec l'aide de son acolyte Paul École, marque encore une fois une nouvelle étape dans sa vie. Beaucoup plus personnel, il y fait participer ses enfants, Jules et Marcel, ainsi que son épouse Nadège Sarron. Composé de 12 titres, « La vie d'artiste, c'est la vie que je mène depuis plus de vingt ans […]. C'est un album qui est plein d'espoir. J'aborde des sujets assez profonds, mais il y a toujours de l'espoir dans ce que je raconte. Je suis un éternel optimiste. » livre Christophe Maé.
En octobre 2020, le chanteur sort une réédition acoustique « unplugged » de l'album, intitulée Ma vie d’artiste Unplugged. L'album contient un titre inédit, L'Ours, en duo avec l'artiste sénégalais Youssou N'Dour. Christophe Maé explique ainsi que grâce à cela La Vie d'artiste « est un album qui a une deuxième vie ». Cette réédition regroupe des chansons enregistrées dans des conditions live dans les Studios de la Fabrique de Saint-Rémy-de-Provence. Le chanteur déclare « C’était génial […]. C’est un album qui nous a fait du bien à enregistrer. On a enregistré le tout live dans la même pièce, ce qui n’est pas le plus évident à faire car, lorsque l’un d’entre-nous se trompait, il fallait tout recommencer. Mais c’était une belle expérience […]. Il y a une énergie qui est très live. »

## Vie privée
Il est en couple avec Nadège Sarron et ils ont deux fils : Jules (né le 11 mars 2008) et Marcel (né le 16 août 2013). Ils se sont mariés civilement le 29 juin 2017 en Corse-du-Sud, à la mairie de Porto-Vecchio, et le 1er juillet 2017 religieusement.

## Style de musique
Christophe Maé fait de la pop et de la chanson française. Son premier album a des influences caribéennes, son deuxième des influences africaines, et son troisième des influences de la Louisiane et du Nord-Est des États-Unis. On peut retrouver du blues, de la soul et du jazz dans ses prestations publiques.

## Discographie

### Albums studio
| Année | Album              | Charts               | Charts | Charts               | Charts | Certification                         |
| Année | Album              | Drapeau de la France | (Wal.) | Drapeau de la Suisse | (Rom.) | Certification                         |
| ----- | ------------------ | -------------------- | ------ | -------------------- | ------ | ------------------------------------- |
| 2006  | Sa danse donne     | -                    | -      | -                    | -      |                                       |
| 2007  | Mon paradis        | 1                    | 1      | 18                   | -      | - Suisse : Platine - France : Diamant |
| 2010  | On trace la route  | 1                    | 1      | 3                    | 1      | - Suisse : Platine                    |
| 2013  | Je veux du bonheur | 1                    | 1      | 4                    | 1      | - Suisse : Or                         |
| 2016  | L'Attrape-rêves    | 1                    | 1      | 2                    | 1      | - France : 3 × Platine                |
| 2019  | La Vie d'artiste   | 2                    | 2      | 6                    | 2      | - France : Platine                    |
| 2023  | C'est drôle la vie | 3                    |        |                      |        | - France : Platine                    |

### Singles
| Année | Single                       | Charts               | Charts | Charts | Charts               | Charts | Certification      | Album                      |
| Année | Single                       | Drapeau de la France | (Num.) | (Wal.) | Drapeau de la Suisse | (Rom.) | Certification      | Album                      |
| ----- | ---------------------------- | -------------------- | ------ | ------ | -------------------- | ------ | ------------------ | -------------------------- |
| 2006  | Ça marche                    | -                    | 8      | -      | -                    | -      |                    |                            |
| 2007  | On s'attache                 | 1                    | 2      | 4      | 27                   | -      |                    | Mon Paradis                |
| 2007  | Parce qu'on sait jamais      | 6                    | 12     | 10     | 52                   | -      |                    | Mon Paradis                |
| 2007  | Ça fait mal                  | -                    | 3      | 16     | 85                   | -      |                    | Mon Paradis                |
| 2008  | Belle demoiselle             | 13                   | 13     | 10     | 74                   | -      |                    | Mon Paradis                |
| 2008  | C'est ma Terre               | -                    | 11     | 18     | 91                   | -      |                    | Comme à la maison          |
| 2008  | Mon p'tit gars               | 2                    | 18     | 33     | -                    | -      |                    | Comme à la maison          |
| 2010  | Dingue, dingue, dingue       | 1                    | 6      | 4      | 30                   | 10     |                    | On trace la route          |
| 2010  | J'ai laissé                  | -                    | 2      | 16     | -                    | -      |                    | On trace la route          |
| 2010  | Je me lâche                  | -                    | 14     | 12     | 47                   | -      |                    | On trace la route          |
| 2010  | Pourquoi c'est beau          | -                    | 33     | -      | -                    | -      |                    | On trace la route          |
| 2011  | La rumeur                    | 53                   | 53     | -      | -                    | -      |                    | On trace la route          |
| 2011  | Un peu de blues              | 29                   | 29     | 24     | -                    | -      |                    | On trace la route Live     |
| 2013  | Tombé sous le charme         | 11                   | 11     | 7      | 38                   | 16     |                    | Je veux du bonheur         |
| 2013  | Je veux du bonheur           | 90                   | 90     | -      | -                    | -      |                    | Je veux du bonheur         |
| 2013  | La poupée                    | 40                   | 40     | 49     | -                    | -      |                    | Je veux du bonheur         |
| 2014  | Ma douleur, ma peine         | 144                  | 144    | -      | -                    | -      |                    | Je veux du bonheur         |
| 2014  | Charly                       | -                    | -      | -      | -                    | -      |                    | Je veux du bonheur         |
| 2016  | Il est où le bonheur         | 4                    | 4      | 14     | 70                   | 5      | - France : Diamant | L'Attrape-rêves            |
| 2016  | La Parisienne                | 112                  | 112    | 30     | -                    | -      |                    | L'Attrape-rêves            |
| 2017  | Marcel                       | 96                   | 96     | -      | -                    | -      |                    | L'Attrape-rêves            |
| 2019  | Les gens                     | 15                   | 15     | 13     | -                    | 5      |                    | La Vie d'artiste           |
| 2019  | Casting                      | 17                   | 17     | -      | -                    | 15     |                    | La Vie d'artiste           |
| 2020  | La vie d'artiste             | 122                  | 122    | 47     | -                    | -      |                    | La Vie d'artiste           |
| 2020  | L'Ours (avec Youssou N'Dour) | 28                   | 28     | -      | -                    | 7      |                    | Ma vie d’artiste Unplugged |

## Tournées
| Année(s)    | Nom                  | Dates | Album soutenu      |
| ----------- | -------------------- | ----- | ------------------ |
| 2007 - 2008 | Mon paradis          | 135   | Mon paradis        |
| 2008        | Comme à la maison    | 24    | Comme à la maison  |
| 2010-2011   | On trace la route    | 110   | On trace la route  |
| 2013 - 2014 | Je veux du bonheur   | 120   | Je veux du bonheur |
| 2016 - 2017 | L'attrape-rêve tour  | 120   | L'Attrape-rêves    |
| 2020 - 2021 | -Sans nom-           | 35    | La Vie d'artiste   |
| 2022        | Mon Paradis - 15 ans | 30    | Mon paradis        |
| 2023        | Carnet De Voyage     | 31    | C'est drôle la vie |

## Liste des récompenses et nominations de Christophe Maé

### NRJ Music Awards
| Année               | Travail nommé        | Catégorie                       | Résultat   |
| ------------------- | -------------------- | ------------------------------- | ---------- |
| 2007                | Christophe Maé       | Révélation française de l'année | Lauréat    |
| 2008                | Christophe Maé       | Artiste masculin français       | Lauréat    |
| 2008                | On s'attache         | Chanson française               | Lauréat    |
| 2008                | Mon Paradis          | Album Francophone               | Nomination |
| 2009                | Christophe Maé       | Artiste masculin francophone    | Lauréat    |
| 2009                | Belle demoiselle     | Chanson francophone             | Lauréat    |
| 2009                | Comme à la maison    | Album francophone               | Nomination |
| 2011                | Christophe Maé       | Artiste masculin francophone    | Nomination |
| 2011                | On trace la route    | Concert de l'année              | Nomination |
| 2011                | Je me lâche          | Clip de l'année                 | Nomination |
| 2012                | Christophe Maé       | Artiste masculin francophone    | Nomination |
| 2013 (15th Édition) | Christophe Maé       | Honneur                         | Lauréat    |
| 2016                | Christophe Maé       | Artiste masculin francophone    | Nomination |
| 2016                | Il est où le bonheur | Clip de l'année                 | Lauréat    |
| 2016                | Il est où le bonheur | Chanson francophone de l'année  | Nomination |

### (Pré)NRJ Music Awards
| Année | Travail nommé     | Catégorie                    | Résultat |
| ----- | ----------------- | ---------------------------- | -------- |
| 2011  | Christophe Maé    | Artiste masculin francophone | Lauréat  |
| 2011  | On trace la route | Concert                      | Lauréat  |
| 2011  | Je me lâche       | Clip de l'année              | Lauréat  |
| 2012  | Christophe Maé    | Artiste masculin francophone | Lauréat  |

### Victoires de la musique
| Année | Travail nommé          | Catégorie                                        | Résultat   |
| ----- | ---------------------- | ------------------------------------------------ | ---------- |
| 2008  | Mon paradis            | Album révélation de l'année                      | Nomination |
| 2008  | Christophe Maé         | Groupe ou Artiste Révélation scène de l'année    | Nomination |
| 2008  | Christophe Maé         | Groupe ou Artiste Révélation du public           | Lauréat    |
| 2009  | Comme à la maison      | DVD Live                                         | Nomination |
| 2009  | Comme à la maison      | Concert de l'année                               | Nomination |
| 2009  | Christophe Maé         | Artiste interprète masculin de l'année           | Nomination |
| 2011  | Christophe Maé         | Artiste interprète masculin de l'année           | Nomination |
| 2011  | On trace la route      | Album de chansons/variétés de l'année            | Nomination |
| 2011  | On trace la route      | Concert de l'année                               | Nomination |
| 2012  | On trace la route Live | DVD musical de l'année                           | Nomination |
| 2014  | Christophe Maé         | Artiste interprète masculin de l'année           | Nomination |
| 2014  | Je veux du bonheur     | Spectacle musical, tournée ou concert de l'année | Nomination |
| 2017  | L'Attrape-rêves        | Album de chansons de l'année                     | Nomination |

### World Music Awards
| Année | Travail nommé  | Catégorie                   | Résultat |
| ----- | -------------- | --------------------------- | -------- |
| 2008  | Christophe Maé | Artiste français de l'année | Lauréat  |

### Ordre des Arts et des Lettres
| Année | Travail nommé  | Catégorie                                    | Résultat |
| ----- | -------------- | -------------------------------------------- | -------- |
| 2011  | Christophe Maé | Chevalier de l'ordre des Arts et des Lettres | Lauréat  |

### MTV Europe Awards
| Année | Travail nommé  | Catégorie                 | Résultat   |
| ----- | -------------- | ------------------------- | ---------- |
| 2007  | Christophe Maé | Meilleur artiste français | Nomination |